# Conceição dos Bugres
Conceição Freitas da Silva (Povinho de Santiago, Rio Grande do Sul, 8 de dezembro de 1914 – Campo Grande, Mato Grosso do Sul, 1984), popularmente conhecida como Conceição dos Bugres, foi uma escultora brasileira de origem indígena reconhecida como uma das maiores artesãs do Centro-Oeste brasileiro, em especial, do estado do Mato Grosso do Sul. A arte de Conceição se baseou no tema único de figuras indígenas denominadas "Bugres". Suas típicas esculturas em madeira são consideradas os artefatos mais representativos da arte, cultura e identidade sul-mato-grossense.
Devido a sua importância, seu nome estampa a premiação anual da Assembleia Legislativa do Mato Grosso do Sul às pessoas e associações artesãs de destaque do artesanato regional: a medalha Conceição dos Bugres, considerada o "Oscar dos artesãos" no estado.
A noção do bugre utilizado por Conceição para nomear a si mesma e suas esculturas é uma ressignificação do termo. Na arte de Conceição, o "Bugre" se tornou ícone cultural.
No ano de 2021, o trabalho de Conceição dos Bugres recebeu, pela primeira vez, uma exposição monográfica em um Museu.

## Biografia
Conceição Freitas da Silva nasceu no dia 8 de dezembro de 1914, na localidade de Povinho de Santiago no estado brasileiro do Rio Grande do Sul.  A família de Conceição migrou para o Mato Grosso do Sul por conta da perseguição dos bugreiros aos povos indígenas, relacionada à onda de imigração europeia para o Sul do Brasil no início do século XX. Aos 6 anos de idade passou a morar em Ponta Porã, cidade de fronteira com o Paraguai. Depois disso, mudou-se para a capital do estado, Campo Grande, no ano 1957.
Um dos filhos de Conceição, o pintor Ilton Silva, também é reconhecido como um dos grandes artistas do estado.
Na década de 1960, Ilton apresentou o trabalho de sua mãe, Conceição, ao artista plástico Humberto Espíndola e à produtora cultural Aline Figueiredo. Fundadores da Associação Mato-Grossense de Artes (AMA), Espíndola e Figueiredo são figuras importantes da cena cultural do Mato Grosso do Sul. Eles se tornaram seus primeiros admiradores e divulgadores.
Na década de 1970, já com mais de 50 anos, Conceição teve seu trabalho reconhecido e integrou importantes exposições regionais e nacionais. Entretanto, essa visibilidade não se converteu em ganhos financeiros.
Conceição faleceu pobre no ano de 1984.

### Descendentes
Ao longo de sua vida, Conceição ensinou sua técnica de trabalho a seus descendentes. Após seu falecimento, o trabalho de escultura dos Bugres foi continuado por seu marido, Abílio Freitas da Silva, e seu filho Ilton Silva. Depois disso, os Bugres passaram a ser feitos por seu neto, Mariano Antunes Cabral Silva, que assumiu as esculturas dando continuidade à produção.

## Os Bugres de Conceição
Os chamados "Bugres" ou "Bugrinhos" de Conceição são esculturas de figuras humanas de explícitos traços indígenas. Geralmente esculpidos em madeira com golpes secos e retos de facão, são recobertos com cera de abelha e têm os cabelos e os detalhes do rosto tingidos em preto de carvão. Alguns poucos exemplares são feitos em pedra-sabão e arenito. Entretanto, o material original das esculturas de Conceição foi a cepa de mandioca.

### Origem e criação
Em entrevista, no ano de 1979, Conceição contou sobre a origem de seus famosos Bugres:
“Um dia, me pus sentada embaixo de uma árvore. Perto de mim tinha uma cepa de mandioca. A cepa de mandioca tinha cara de gente. Pensei em fazer uma pessoa e fiz. Aí a mandioca foi secando e foi ficando parecida com uma cara de velha. Gostei muito, depois eu passei para a madeira” 
Para Conceição, o formato das esculturas já existia antes mesmo do trabalho de escultura começar:  ela reproduzia a forma que a madeira desejava, humanizando-as. Dava vida a suas esculturas seguindo a sabedoria da madeira. Quando perguntada por que esculpia, ela respondeu "Faço para ter a companhia delas".
Conceição possuía uma relação maternal com suas criações. Ela procurava personalizar suas esculturas, muitas vezes dando nomes a elas. Distinguia, por vezes, alguns exemplares como “índios mansos”, que dizia ser seres tranquilos e, por outras, alguns como “negrinhos”, com o biotipo dos descendentes africanos. Ela considerava este último tipo amuletos e presenteava aos amigos, num ato de dádiva.

### Técnica
O trabalho de escultura dos Bugres elaborado por Conceição é um processo repetitivo e com golpes de machado precisos. A escultora dava forma humana às toras, criando incisões e depressões a fim de sugerir pernas, braços e olhos. A fisionomia das esculturas é, no geral, sempre a mesma: indígena.
"Algumas das características centrais de suas peças, como o corpo roliço, a posição vertical e a cabeça chata, derivam do formato original da madeira e de uma visão particular da artista sobre a aparência de seus índios" 
Apesar de apresentar um padrão, cada uma de suas esculturas é dotada de uma personalidade singular. As diferenças entre as peças são distinguíveis em modificações sutis e apuradas na forma e expressão delas, o que revela a excelência da artista.
Críticos de arte apontam para a proximidade da estética do trabalho de Conceição com as esculturas de pedra Moai da Ilha de Páscoa, com a arte egípcia, com os totens dos kadiwéus e com a pintura Abaporu, de Tarsila do Amaral. Há também relação com os ex-votos o nordeste brasileiro e e as aproximações com o minimalismo de Brancusi.

### Interpretações
O termo “bugre” foi questionado por ser, normalmente, pejorativo. Entretanto, levando em consideração a definição do Dicionário Etimológico da Língua Portuguesa, "bugre" é a “designação genérica dada ao índio, especialmente o bravio e/ou guerreiro, por extensão, rude e grosseiro”. Segundo Miguel Chaia, a adoção da noção do bugre pela artista para nomear tanto a si mesma, quanto suas esculturas, remete a sua origem étnica e perseguição sofrida quando criança, pelos chamados bugreiros. Na arte de Conceição, o termo "bugre" designou os indígenas combatidos, perseguidos e afastados do seu território.

## Importância paradoxal
Foi a primeira escultora do estado a ser reconhecida nacionalmente. Ao lado de Lídia Baís é um dos nomes fundamentais da arte sul-mato-grossense e, também, um dos mais recorrentes nas retrospectivas celebradas pelo Museu de Arte Contemporânea do Mato Grosso do Sul (MARCO). A diferença entre elas reside no fato de que Baís se situa no campo da arte dita mais erudita e Conceição se consagra na arte popular.
Os Bugres são descritos como os "mais fortes símbolos da iconografia popular identitária de Mato Grosso do Sul". A trajetória das esculturas de características indígenas como artefato de grande importância cultural para a sociedade sul-mato-grossense têm sido objeto de estudo, uma vez que o estado é reconhecido por atitudes coletivas pró-agronegócio e anti-indígena.
Estudos acadêmicos da década de 2010 defendem que Conceição era uma artista indígena. Além disso, relacionam as esculturas dos Bugres com a condição  política  e  social  na  qual  se  encontram  os  povos  indígenas  nas  zonas de fronteira do Brasil com a Bolívia e o Paraguai: "esculpidos a machado", na falta de políticas estatais específicas para defesa de seus direitos.

### Apagamento
Apesar do notório reconhecimento de sua importância para arte do sul-mato-grossense, a trajetória de Conceição dos Bugres sofreu um processo de apagamento. São poucas de suas obras em acervos públicos, sendo os acervos do Museu Afro Brasil e do Itaú Cultural exceções a essa regra. A maior parte dos Bugres integram coleções particulares.

## Documentário
No ano de 1979, o cineasta Cândido Alberto da Fonseca realizou um documentário sobre Conceição dos Bugres. Parte dos negativos da filmagem se deterioraram com o tempo e o curta-metragem foi, por muito tempo, dado como perdido. Entretanto, em 2016 ele foi restaurado e, a partir disso, cotado à patrimônio do Estado do Mato Grosso do Sul.

## Exposições
1971
- Galeria Ibeu de Copacaba. "5 Artistas de Mato Grosso" (Rio de Janeiro)[21]

1972
- Galeria da Colectio."Arte/Brasil/Hoje: 50 anos depois"(São Paulo)[22]

1974
- Fundação Bienal de São Paulo. "Bienal 74". (São Paulo)[23]

2001
- Centro Cultural Light. "Expressão Popular" (Rio de Janeiro)[24]

2004
- Museu de Arte Contemporânea do Mato Grosso do Sul (MARCO): “Bugres: Conceição e sua gente”. (Campo Grande)[25]
- Estação São Paulo. "Forma, Cor e Expressão: uma coleção de arte brasileira". (São Paulo)[26]

2021
- Museu de Arte de São Paulo (MASP):  “Conceição dos Bugres: tudo é da natureza do mundo”[7]